# Фрутдейл (Орегон)
Фрутдейл (англ. Harbeck-Fruitdale) — переписна місцевість (CDP) в США, в окрузі Джозефін штату Орегон. Населення — 1177 осіб (2010).

## Географія
Фрутдейл розташований за координатами 42°25′4″ пн. ш. 123°18′5″ зх. д. / 42.41778° пн. ш. 123.30139° зх. д. (42.417833, -123.301505).  За даними Бюро перепису населення США в 2010 році переписна місцевість мала площу 1,26 км², з яких 1,23 км² — суходіл та 0,03 км² — водойми.

## Демографія
Згідно з переписом 2010 року, у переписній місцевості мешкало 1177 осіб у 483 домогосподарствах у складі 316 родин. Густота населення становила 932 особи/км².  Було 513 помешкання (406/км²).
Расовий склад населення:
| - 92,4 % — білих - 2,2 % — корінних американців - 0,3 % — азіатів - 0,1 % — вихідців з тихоокеанських островів - 0,1 % — чорних або афроамериканців - 1,0 % — осіб інших рас |

До двох чи більше рас належало 3,8 %. Частка іспаномовних становила 7,1 % від усіх жителів.
За віковим діапазоном населення розподілялося таким чином: 20,9 % — особи молодші 18 років, 56,2 % — особи у віці 18—64 років, 22,9 % — особи у віці 65 років та старші. Медіана віку мешканця становила 46,1 року. На 100 осіб жіночої статі у переписній місцевості припадало 94,5 чоловіків;  на 100 жінок у віці від 18 років та старших — 93,6 чоловіків також старших 18 років.